# Aksis czytal

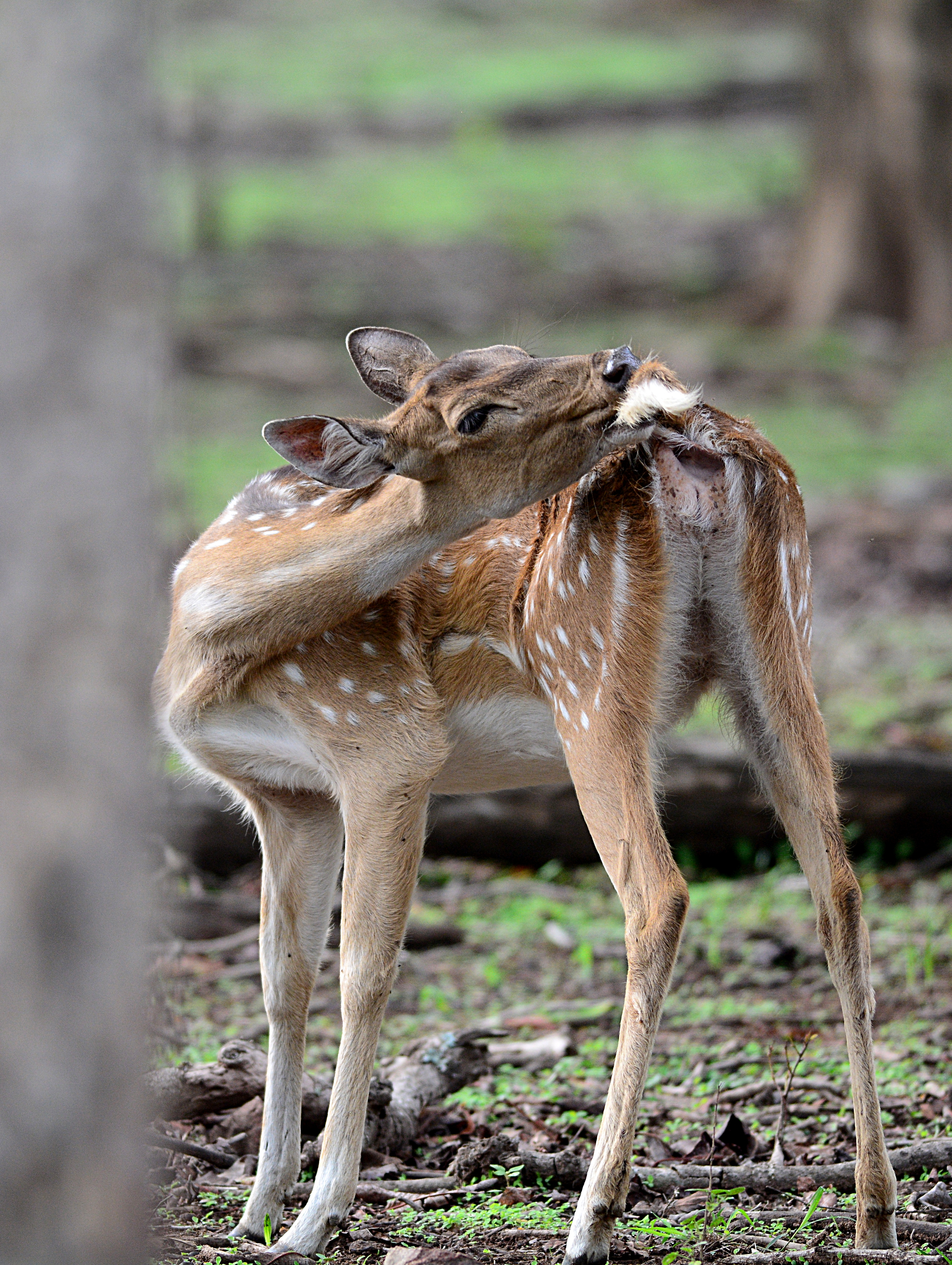
Łania czytala

Aksis czytal, jeleń aksis, czytal (Axis axis) – gatunek ssaka parzystokopytnego z rodziny jeleniowatych. Największy przedstawiciel rodzaju Axis.

## Taksonomia
Takson po raz pierwszy opisany przez J.C.P. Erxlebena w pod nazwą Cervus axis. Jako miejsce typowe autor wskazał „Habitat ad ripas Gangis; in Iana, Ceylona”, ograniczone przez J.R. Ellermana i T.C.S. Morrison-Scotta do brzegów rzeki Ganges w Bihar w Indiach.

## Występowanie i biotop
Jeleń ten jest najczęściej spotykanym przedstawicielem rodziny w Indiach, Sri Lance i u podnóża Himalajów. W plejstocenie występował również na obszarze dzisiejszej Tajlandii. Został też sprowadzony przez człowieka do Australii, Nowej Zelandii i Stanów Zjednoczonych. Zasiedla lasy monsunowe, cierniste zarośla oraz otwarte tereny trawiaste. Czytale są spotykane w ogrodach zoologicznych (również w Polsce).

## Charakterystyka ogólna
Ciało jasnopłowe lub rudawe, o długości 110–140 cm. Jelenie aksis osiągają wysokość 75–97 cm w kłębie i 75–100 kg masy ciała. Poroże o długości do 76 cm, zwykle z trzema rozgałęzieniami. Czytale żyją 15–20 lat.
Czytal żyje w pobliżu rzek i innych zbiorników wodnych Azji. Bardzo dobrze pływa. Żeruje w dzień jedząc liście, gałązki, korę drzew i młode pędy bambusa. Tworzy duże stada, którymi przewodzi silny byk z potężnym porożem. Stada składają się z 30–50 samic i kilku samców, największe sięgają nawet 100 osobników. Samica rodzi zwykle 2 cielęta po ciąży trwającej 210–240 dni. Młode pozostają pod opieką matki aż do przyłączenia się ich do stada.